# Futebol Clube SKA Brasil
O Futebol Clube Ska Brasil é uma agremiação esportiva da cidade de Santana de Parnaíba, no estado de São Paulo. Suas cores são laranja e azul. O Ska Brasil foi fundado em 2019 por Edmílson Moraes, pentacampeão do mundo com a Seleção Brasileira de 2002, que é Sócio Fundador e Presidente do clube. Atualmente está licenciado desde 2024.

## História
No dia 7 de janeiro de 1971 foi fundado o Monte Negro Futebol Clube, o qual representou o município de Osasco no Campeonato Paulista de 1979 a 1992 na Terceira Divisão (atual A-3), ocupando a vaga deixada pelo Grêmio Água Branca Futebol Clube, que disputou a mesma divisão em 1977 e 1978. Porém, o "Águia", como a equipe era conhecida, abandonou o campeonato por problemas financeiros. As cores de seu uniforme na época eram preta e branca. Naquele mesmo ano, o Monte Negro fechou as portas. 
Para não ficar sem representante no futebol profissional, ainda em 1992, mais precisamente no dia 8 de dezembro, houve uma reunião entre os dirigentes do futebol osasquense e o Monte Negro renasceu, agora com novo nome: Osasco Futebol Clube, que ganhou outras cores: o vermelho, verde e branco, da bandeira da cidade. Mas manteve a Águia até hoje como sua mascote oficial, que era parte do escudo de seu antecessor.

Antigo escudo do até então Osasco, utilizado até o ano de 2019.

Em 13 de junho de 2019 o Osasco FC passou a se chamar FC Ska Brasil. Graças a uma estratégia, o Ska optou pela compra da filiação do antigo clube osasquense, para assim, atuar de imediato na temporada 2020 em Osasco no Estádio José Liberatti, uma vez que por força de regulamento os clubes da Segunda Divisão paulista não são permitidos de atuem como mandantes fora das suas cidades sedes, já que na época o Estádio Gabriel Marques da Silva ainda se encontrava em reformas.
O Ska é presidido pelo ex-jogador e campeão mundial Edmílson, que no fim de 2020 com a conclusão das obras no Estádio Municipal Prefeito Gabriel Marques da Silva, a equipe se mudou para a cidade de Santana de Parnaíba onde já se encontrava a sua estrutura e centro de treinamento.
Em seu primeiro ano como filiado o Ska Brasil disputou a Quarta Divisão do Campeonato Paulista de 2020, seu primeiro torneio oficial com a atual nomenclatura, mas foi eliminado nas oitavas de final para o Manthiqueira.
Em 2021, o clube optou por não participar da Segunda Divisão, mas, em contrapartida, a equipe reforçou o investimento na base, participando dos estaduais Sub-15 e Sub-17. Em outubro do mesmo ano, o Ska anunciou a criação de um departamento de futebol feminino para a disputa do Paulista Sub-17.

## Títulos
- Osasco FC
- Vice Campeão Paulista Sub 17 (2022)
- Campeão Paulista Sub-20 - Segunda Divisão: 2012[9]
- FC SKA Brasil
- Campeão da Copa Bandeirante Sub-17 (2019) - Associação Paulista de Futebol
- Vice-campeão da Copa Bandeirante Sub-15 (2019) - Associação Paulista de Futebol
- Campeão da Aldeia International Cup Sub-14 (2021) - Disputado em Pernambuco no CT do Retrô FC

## Estatísticas

### Participações
| Aumento | Promovido à divisão superior  |
| Baixa   | Rebaixado à divisão inferior  |
| Inativo | Licenciamento no ano seguinte |

|  | Participações em 2025 |

| Competição | Competição         | Temporadas | Melhor campanha     | Anos                                             | A | R |
| São Paulo  | Série A4           | 13         | 3º colocado (2017)  | 2005-2008, 2011-2013, 2016-2017, 2020, 2022-2024 | – | – |
| São Paulo  | Segunda Divisão    | 5          | 5º colocado (1999)  | 1997-2000 e 2004                                 | – | 1 |
| São Paulo  | Série B3 (extinta) | 1          | 13º colocado (2002) | 2002                                             | – |   |

### Últimas dez temporadas
Legenda:
| Campeão Vice-campeão Eliminado nas semifinais | Campeão e promovido à divisão superior Vice-campeão e/ou promovido à divisão superior Rebaixado à divisão inferior | Classificado à fase de grupos da Copa Libertadores Classificado à fase preliminar da Copa Libertadores Classificado à Copa Sul-Americana |